# 江端里沙
江端 里沙（えばた りさ、1978年 - ）は、日本の女性アニメーター、キャラクターデザイナー、原画家、イラストレーター。サテライト所属。
以前は「小娘」（こむすめ）、「愛媛 みかん」（えひめ みかん）、「愛姫 みかん」（えひめ みかん）などの別名義を使っていた。また、それらとは別に「彩 珠子」（さい たまこ）という名義も持つ。2007年以降は「江端 里沙」名義が主。

## 経歴
高校卒業後すぐ、1996年にサイレンスへ入社。同社内で最年少だったことから「小娘」名義を与えられ、同社のアダルトゲームブランド「ソニア」の『VIPER』シリーズ『VIPER-BTR』の動画でアニメーターデビュー。以後は同シリーズの動画で経験を積み、『VIPER-F40』からは原画へ昇格。同時期、テレビアニメでも『アキハバラ電脳組』で原画デビューを果たした。「愛媛みかん」に改名した後、『VIPER-M3-3.2』ではその前身である『VIPER-M3』を降板した佐原亜湖に代わってキャラクターデザイン・作画監督を担当した。
サイレンス消滅後はスタジオG-1NEOへ移籍し、「愛姫みかん」に改名。『超重神グラヴィオン』で頭角を現し、続編の『超重神グラヴィオンZwei』では作画監督のほか、一部キャラクターデザインも担当。2004年には「彩珠子」名義で、久々のアダルトゲーム『らぶフェチ』シリーズのキャラクターデザイン・作画監督（第1期・TECH GIAN連載版のみ）を担当した。
2007年には「江端里沙」に改名し、『マクロスF』でキャラクターデザインと作画監督を担当。同作中に登場する歌手シェリル・ノームやランカ・リーの衣裳デザイン、イラストなどを多数描き下ろしている。その後は同作を制作したサテライトに在籍し、河森正治総監督とは『AKB0048』『重神機パンドーラ』でも組んでいる。

## 作品

### 「小娘」名義
- VIPER-BTR （アダルトゲーム：動画）
- VIPER-CTR （アダルトゲーム：動画）
- VIPER-F40 （アダルトゲーム：原画）
- アキハバラ電脳組 （テレビアニメ：第13話原画）

### 「愛媛みかん」名義
- VIPER-GTB （アダルトゲーム：原画）
- VIPER-GT1 （アダルトゲーム：原画・作画監督）
- VIPERアイランド （アダルトゲーム：原画）
- VIPER-M3-3.2 （アダルトゲーム：キャラクターデザイン・作画監督）
- タイピングVIPER （アダルトゲーム：原画）
- VIPER -RSR- （アダルトゲーム：原画）
- ワイルドアームズ アルターコード:F （ゲーム：アニメーションキャラクターデザイン補佐・作画監督補佐）
- ばいおれんす☆まじかる! （小説：挿絵）
- 超重神グラヴィオン 2 （小説：カバー絵）
- NANA （テレビアニメ：原画）

### 「愛姫みかん」名義
- ドラマCD THE IDOLM@STER New STAGE（ジャケットイラスト）
- 大番長 立志編/宿命編 （小説：挿絵）
- 小説侵略!ケロロ軍曹 （小説：挿絵）
- ばいおれんす☆まじかる!シリーズ （小説：挿絵）
- 超重神グラヴィオンZwei （テレビアニメ：キャラクターデザイン・作画監督）
- 人妻♪かすみさん （アダルトアニメ：キャラクターデザイン・作画監督）
- クロスゲート パワーアップキット3 （ゲーム：オープニングアニメーション作画監督・原画）
- GAME S.S.D.S 〜刹那の英雄〜 （ゲーム：キャラクターデザイン）
- ガイキング LEGEND OF DAIKU-MARYU （テレビアニメ：オープニングアニメーションキャラクター作画監督）
- エンジェルブレイドパニッシュ! （アダルトアニメ：作画監督）
- メルヘンザッパーデストロイヤー 英雄になり損ねた男、最底辺スラムで掃除するシリーズ （小説：挿絵）

### 「彩珠子」名義
- らぶフェチシリーズ （アダルトゲーム：キャラクターデザイン・作画監督）

### 「江端里沙」名義
- アキハバラ電脳組 （テレビアニメ：第26話原画）
- PRISM ARK （テレビアニメ：キャラクターデザイン・原画）
- 獣装機攻ダンクーガノヴァ （テレビアニメ：オープニングアニメーション原画）
- マクロスF （テレビアニメ：キャラクターデザイン・作画監督）
- 劇場版 マクロスF 虚空歌姫 〜イツワリノウタヒメ〜 （アニメ映画：キャラクターデザイン・総作画監督）
- 江端里沙の王様のミリはロバのミリ （イラストコラム：月刊ニュータイプ連載）
- スーパーロボット大戦OG -ジ・インスペクター- （テレビアニメ：キャラクターデザイン）
- うたの☆プリンスさまっ♪ マジLOVE1000% （テレビアニメ：オープニングアニメーション原画）
- 劇場版 マクロスF 恋離飛翼 〜サヨナラノツバサ〜 （アニメ映画：キャラクターデザイン・総作画監督）
- AKB0048 （テレビアニメ：キャラクターデザイン）
- マクロスFB7 銀河流魂 オレノウタヲキケ! （アニメ映画：キャラクターデザイン）
- AKB0048 next stage （テレビアニメ：キャラクターデザイン）
- 角川まんが学習シリーズ「日本の歴史」第8巻 天下統一の戦い （表紙イラスト）[3]
- アクエリオンロゴス （テレビアニメ：衣装原案）
- マクロスΔ （テレビアニメ：衣装デザイン・原画）
- 当代声優美人図 上坂すみれ（浮世絵原画）[2]
- 重神機パンドーラ （テレビアニメ：キャラクター原案）
- ゼノブレイド2（ゲーム：レアブレイドデザイン）